# Jakob Weidemann
Jakob Weidemann, född 14 juni 1923 i Steinkjer, Norge, död 19 december 2001 i Lillehammer, var en norsk målare.

## Biografi
Weidemann växte upp i Steinkjer och flyttade 11 år gammal till Oslo för att leva med sin mamma. Han fick sin utbildning med examen från vid Bergens Kunsthåndverkskole (1939), Ole B. Eide målarskola (Bergen 1940) och Kunstakademiet i Oslo (1941) och för Sven Erixson vid Kungliga konsthögskolan i Stockholm 1944.
Weidemann var gift med Annemarie Frøisland, dotter till Frey Frøisland. Deras konstnärshem Ringsveen i Lillehammer har överlämnats till en stiftelse vars syfte är att ställa egendomen till förfogande som bostad för unga konstnärer.

## Konstnärskap
Jacob Weidemanns första utställning på Blomqvist, Oslo 1946 blev ett konstnärligt genombrott. I Sverige ställde han ut tillsammans med sin skolkamrat Lage Lindell på Färg och Form i Stockholm. Han representerade Norge i Venedigbiennalen 1966. Han anses vara en av de viktigaste konstnärerna i den norska modernismen under 1950-talet, och han var en pionjär inom abstrakt målning i Norge under årtiondet efter andra världskriget. Weidemanns arbete "Storfuglen letter" (1959) är utsett till ett av Morgenbladets 12 viktigste kunstverk.
Karakteristiska är Weidemanns abstrakta expressionistiska målningar med naturen som inspiration. Efter en del experimenterande med olika stilar på 1940- och 1950-talet stannade han slutligen i något som kan kallas en uttrycksfull, lyrisk-abstrakt konst med naturen som inspiration och utgångspunkt. Flera av hans senare arbeten kallas "Intryck av naturen." Andra noterbara titlar är "Interiors", "Vägen till Jerusalem", "Fog i Getsemane" och "Hommage à El Greco."
Han har gjort monumentala arbete i Steinkjer kyrka (1965) och Major Maihaugsalen i Lillehammer (1967) ochär representerad vid bland annat Nasjonalgalleriet i Oslo.

## Utmärkelser
- Anders Jahres kulturpris 1994.